# ヤロスワフ・ニェズゴダ
ヤロスワフ・ニェズゴダ（ポーランド語: Jarosław Niezgoda、1995年3月15日 - ）は、ポーランド出身のサッカー選手。ポートランド・ティンバーズ所属。ポジションはFW。

## クラブ経歴
2008年にヴィスワ・プワヴィの下部組織に入団。2012年11月21日のペリカン・ウォヴィチ戦で67分から途中出場しトップチームデビュー.
2016年、レギア・ワルシャワに移籍。
2016年8月、1シーズンの契約でルフ・ホジューフにレンタル移籍。
2020年1月30日、メジャーリーグサッカーのポートランド・ティンバーズに移籍.

## 代表歴
2016年、U-21ポーランド代表のマルシン・ドーニー監督から11月15日に開催されるU-21ドイツ代表戦に初めて召集された。しかし同試合で出場機会は無く、デビューは2017年まで持ち越しとなった。その後、U-21イタリア代表、U-21チェコ代表との親善試合に招集された。
2017年3月23日、U-21イタリア戦で試合終了9分前に途中出場からデビューを果たした。続くチェコ戦で代表初ゴールを決めた。

## タイトル

### クラブ
レギア・ワルシャワ
- エクストラクラサ: 2017–18
- ポーランド・カップ: 2017–18